# Зеления гоблин
Зеления гоблин (на английски: Green Goblin) е измислен персонаж, суперзлодей на Марвел Комикс. Първата му поява е в The Amazing Spider-Man бр.14 през юли 1964 г. Негови създатели са Стан Лий и Стив Дитко. В него са се превъплъщавали много души, един от който е богатия индустриалец Норман Озборн. Той е враг на Спайдър-Мен.
Отначало той не е считан за най-големия противник на Спайдърмен, но след като неговата приятелка Гуен Стейси загива при битката между двамата, той става един от най-лесно разпознаваемите злодеи от комиксите на Марвел.
Зеления гоблин е класиран като номер 13 в топ 100 списъка на IGN за суперзлодеи. Класиран е под номер 27 в топ 200 на комиксовите герои на Wizard. Също така е под номер 11 в списъка на топ злодеите на всички времена в класирането на GuysNation.